# Emilie Louise Flöge

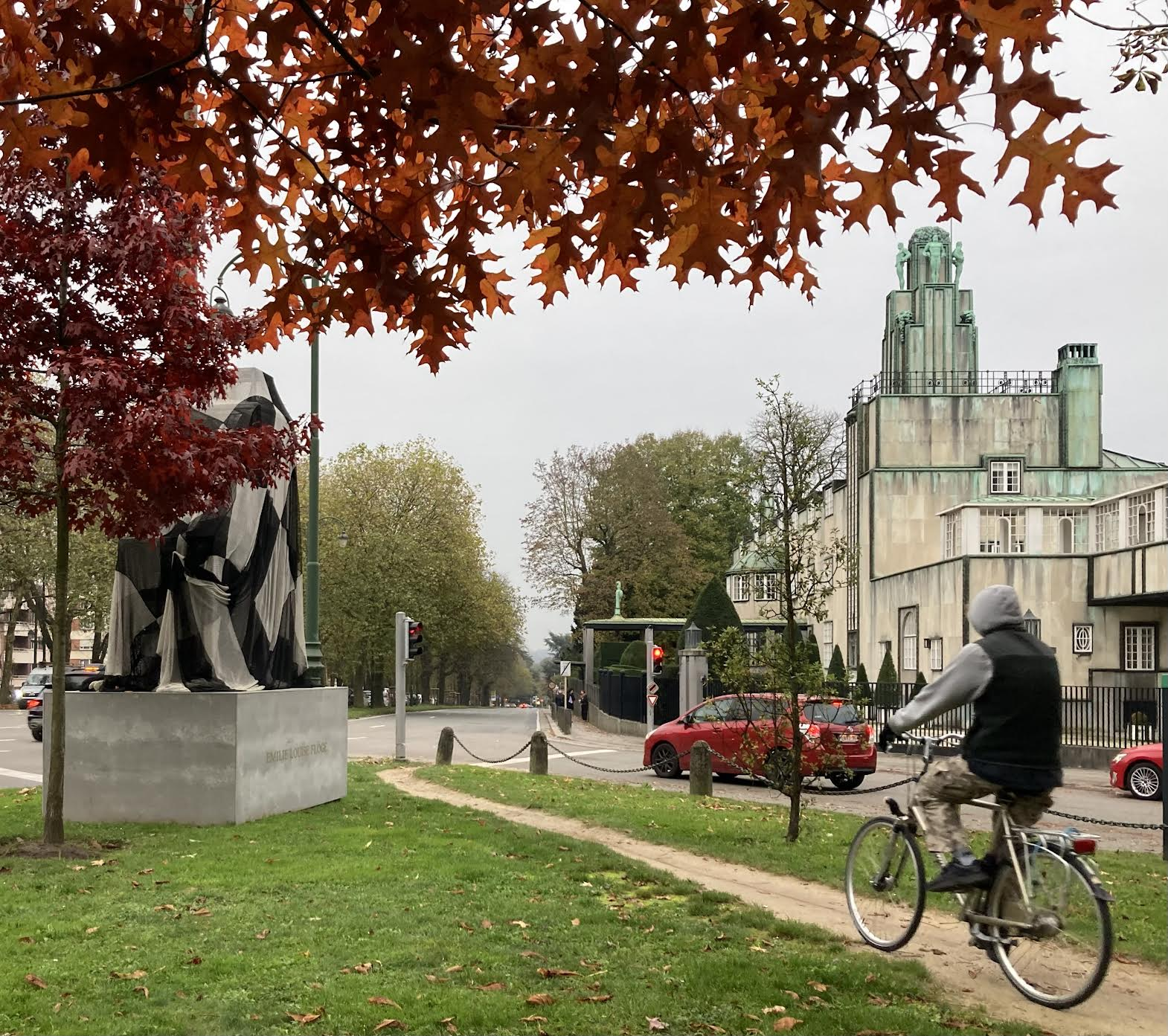
Hommage Emilie Louise Flöge

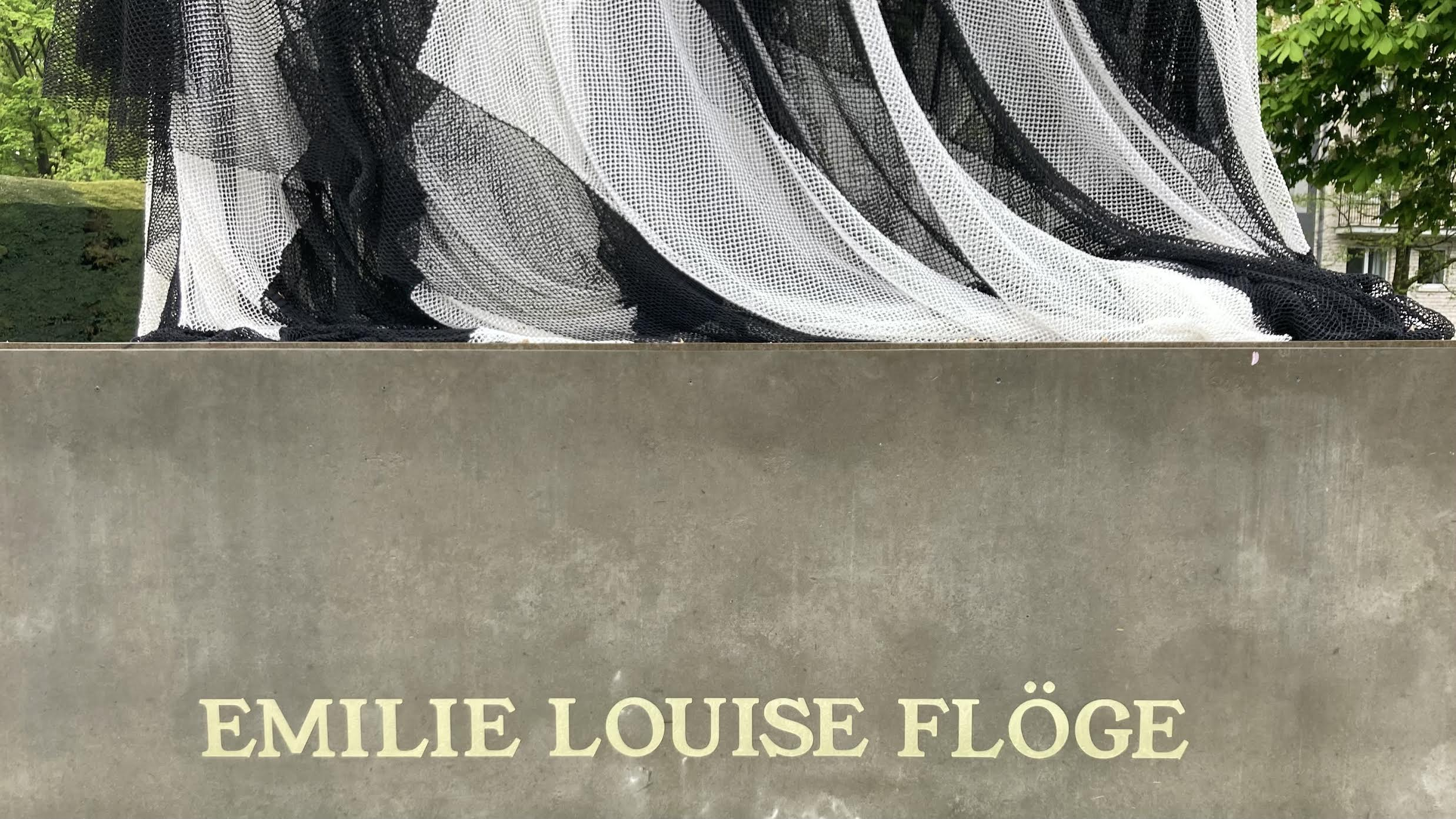
Hommage Emilie Louise Flöge

Emilie Louise Flöge, née le 30 août 1874 à Vienne et morte le 26 mai 1952 à Vienne, est une styliste et une créatrice de mode autrichienne.

## Biographie

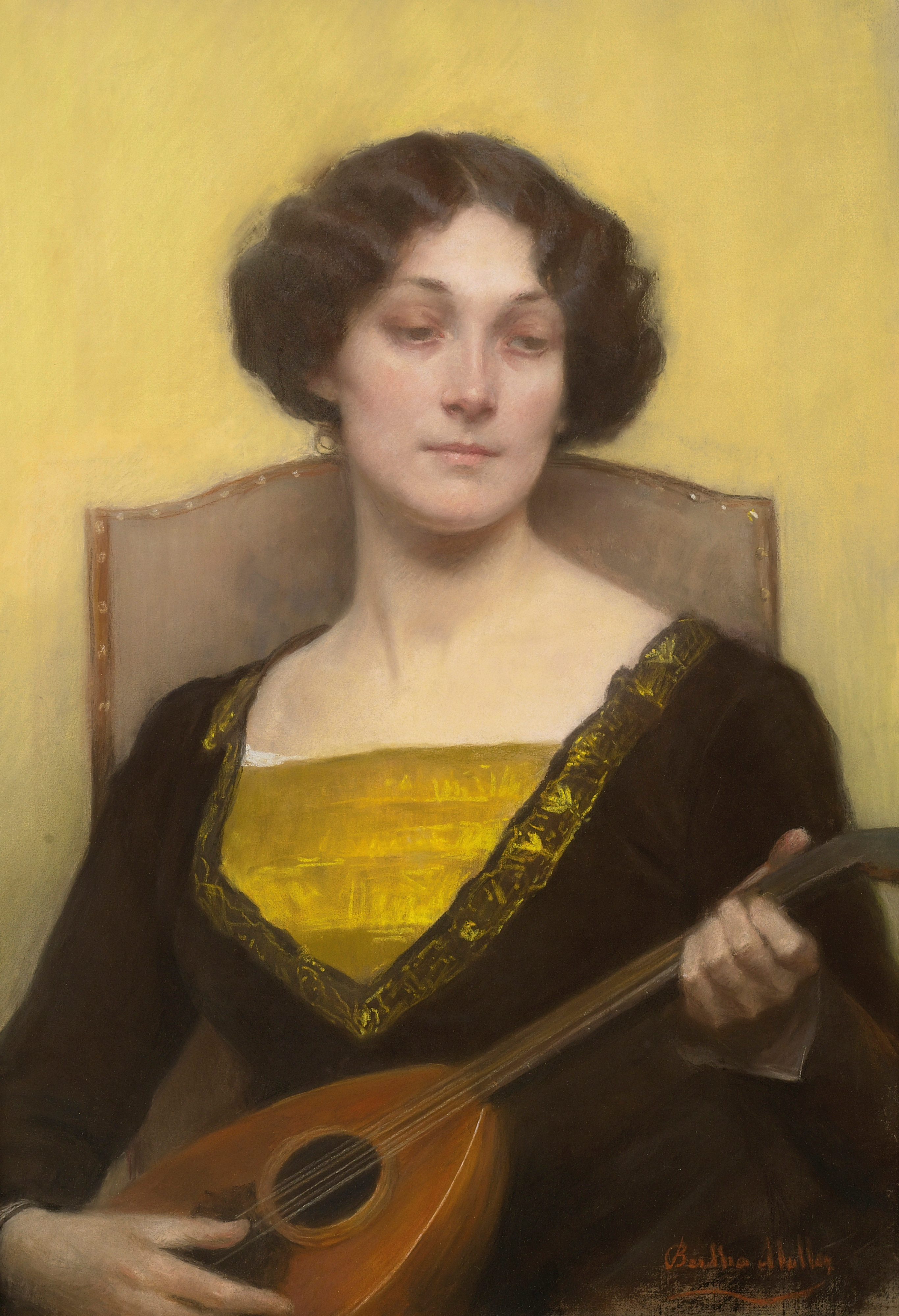
Emilia Flöge jouant de la mandoline, Bertha Müller

### Famille et formation
Emilie Flöge est la quatrième enfant du maître tourneur et fabricant de pipes en écume de mer Hermann Flöge (1837-1897). Elle a deux soeurs, Pauline et Hele, et un frère, Hermann.
Elle apprend d'abord le métier de couturière, avant de s’orienter vers la haute-couture. En 1895, sa sœur Pauline ouvre une école de couture, dans laquelle Emilie travaille. En 1899 les deux sœurs gagnent un concours de couture et prennent en commande la confection d’une robe de batiste pour une exposition.

### Carrière de créatrice de mode
Emilie Flöge devient créatrice de mode, et à partir de 1904 elle achète, avec sa sœur Helene, le salon viennois de haute couture « Schwestern Flöge » (« Aux Sœurs Flöge ») dans la « Mariahilfer Straße », l'une des plus grandes rues commerçantes de la ville. Dans ce salon, dessiné par l'architecte Josef Hoffmann dans le style Art nouveau, elle présente des collections de mode qui correspondent aux goûts de la Wiener Werkstätte. Lors de ses voyages à Londres et à Paris, elle s'informe sur les dernières tendances de la mode auprès de Coco Chanel ou de Christian Dior. Elle emploie jusqu'à 80 couturières aux périodes fastes[réf. nécessaire].
Après l'Anschluss (1938), Flöge perd ses principaux clients et doit fermer son salon, autrefois rendez-vous de mode incontournable de la société viennoise. Elle travaille à son domicile, 39 Ungargasse, dont elle habite l'étage supérieur. Dans les derniers jours de la Seconde Guerre mondiale, un incendie détruit sa collection de vêtements de Flöge, et des objets de valeur provenant de l'héritage de Klimt, dont avait hérité de la moitié de ses biens à sa mort en 1918.

### Relation avec Klimt
Au début des années 1890, elle devient la compagne du peintre Gustav Klimt, beau-frère de sa sœur Hélène, et fréquemment invité chez ses parents,. Il exécute de nombreux portraits d'elle à partir de 1891. Des experts pensent qu'il s'est lui-même représenté avec Emilie Flöge dans son plus célèbre tableau, « Le Baiser ». Klimt dessine aussi pour le salon de Flöge quelques modèles dans la ligne du mouvement de réforme vestimentaire (qui devait rendre les mouvements plus libres) ; mais la clientèle pour ces modèles trop « révolutionnaires » est limitée, et Emilie Flöge s'en tient plutôt à la mode conventionnelle.

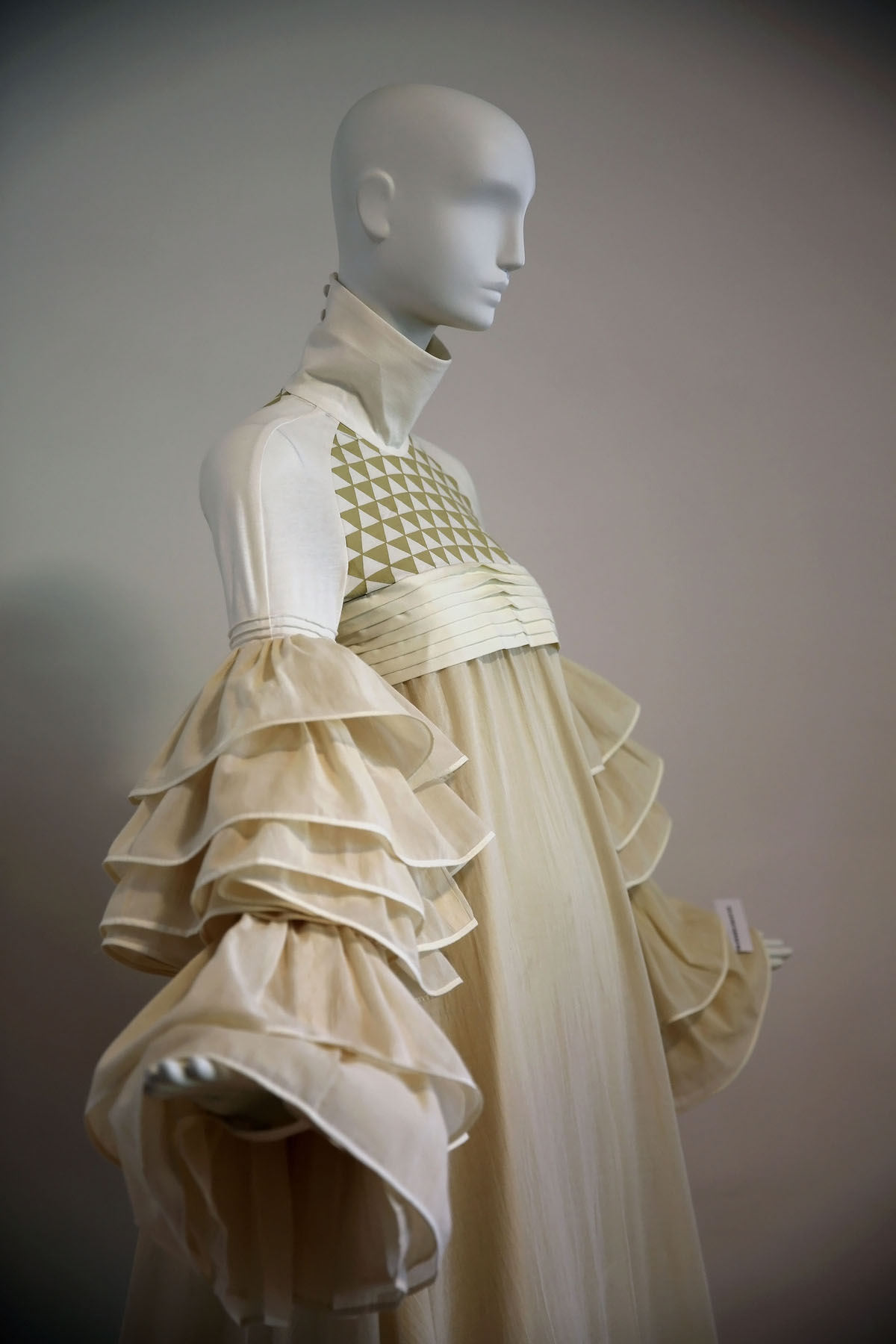
Reconstitution d’après une robe exposée au salon Schwestern Flöge (vers 1909)
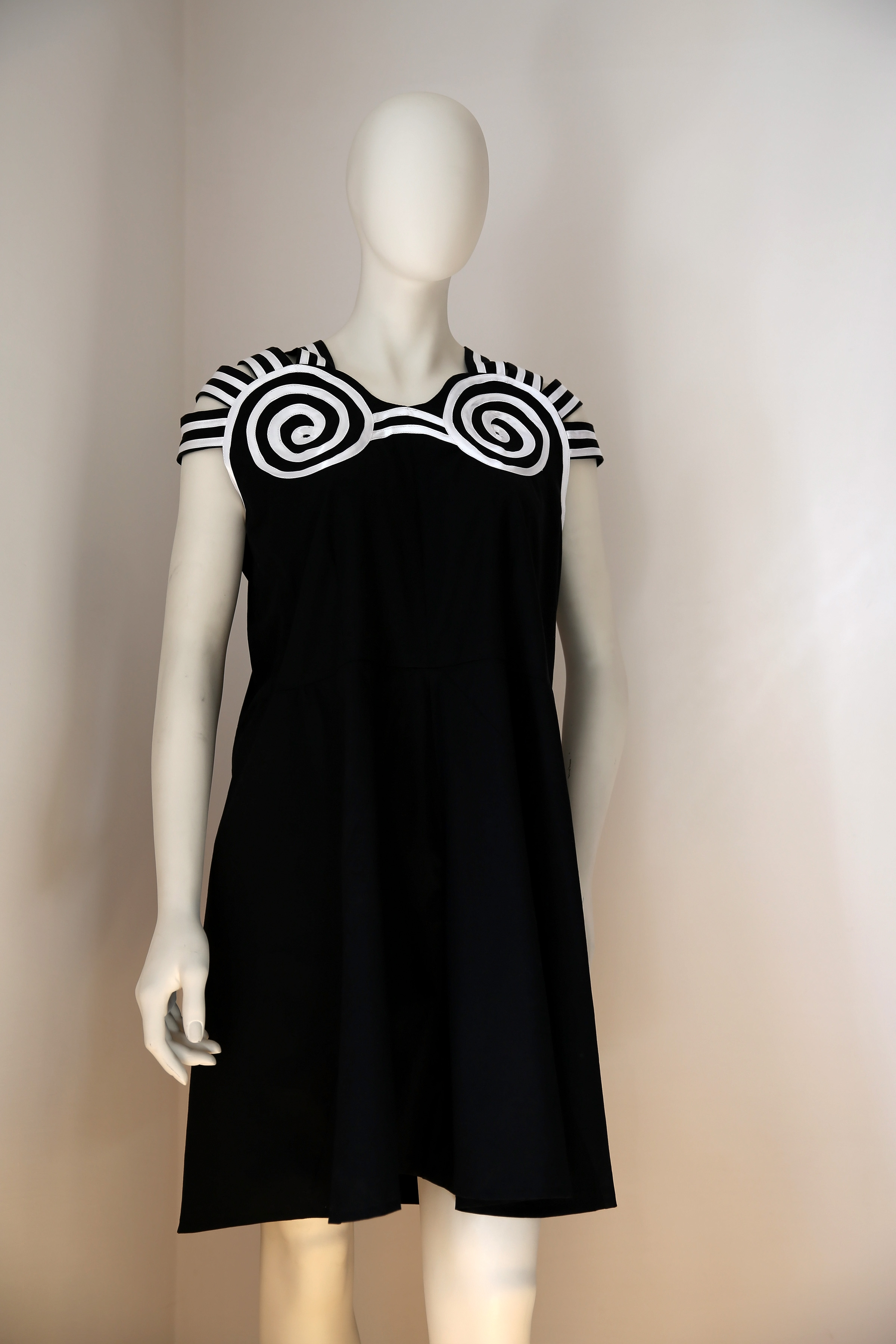
Maillot de bain

## Hommage
- En 2006 est sorti le film Klimt de Raoul Ruiz, dans lequel le rôle d'Emilie Flöge est interprété par Veronica Ferres, et celui de Gustav Klimt par l'acteur américain John Malkovich.
- En 2024, une sculpture contemporaine, créée et conçue par des enfants et l'artiste Stephan Goldrajch, est inaugurée à Bruxelles pour rappeler le travail textile d'Émilie Louise Flöge. L'œuvre est située en face du palais Stoclet dont le décor des murs de la salle à manger a été imaginé par Klimt, le compagnon d'Émilie[7].